# Braeburn Capital
Braeburn Capital este o subsidiară a corporației Apple Inc. Ea a fost creată pe data de 6 aprilie 2006 pentru a gestiona mai bine activele sale și pentru a evita anumite taxe de stat din California.
Sediul central al companiei se află în Reno, Nevada.
La sfârșitul anilor 2005, 2006, 2007 și 2008, numerarul firmei Apple și  investițiile pe termen scurt au fost evaluate la 8.3 miliarde USD, 10.1 miliarde USD, 18.45 miliarde USD, și respectiv 24.490 miliarde USD.
Numele Braeburn se referă la un anumit soi de mere care se vinde bine atunci când este refrigerat.